# Nikolai Vavilov
Nikolai Ivanovici Vavilov în rusă Николай Иванович Вавилов (n. 13/25 noiembrie 1887, Moscova, Imperiul Rus – d. 26 ianuarie 1943, Saratov, RSFS Rusă, URSS) a fost un renumit savant sovietic, genetician, botanist, biolog, geograf, membrul al Academiei de Științe din URSS, al Academiei RSS Ucraiene și al Academiei de Științe Agricole. A deținut mandatele de președinte (1929 - 1935), vicepreședinte (1935 - 1940) al Academia de Științe Agricole. A ocupat importante posturi în instituțiile ștințifice: președinte al Societății geografice unionale (1931 - 1940), fondator (1920) și director al Institutului Unional al Fitotehniei (1930 - 1940), director al Institutului de Genetică al Academiei de Științe din Uniunea Sovietică (1930 - 1940), membru al Comisiei Expediționare Marine a Academiei URSS, membru al Comisariatul Poporului al URSS, a deținut și alte funcții în cadrul sistemului instituțional sovietic. 
Vavilov Nicolai a organizat și a participat la diverse expediții botanice și agronomice, a călătorit pe majoritatea continentelor. A demonstrat teoria centrelor mondiale ale plantelor de cultură și a descoperit legea seriilor omoloage în variabilitatea ereditară a organismelor. Sub coordonarea lui Vavilov a fost creat cea mai mare colecție de semințe de plante agricole din lume.

## Biografie

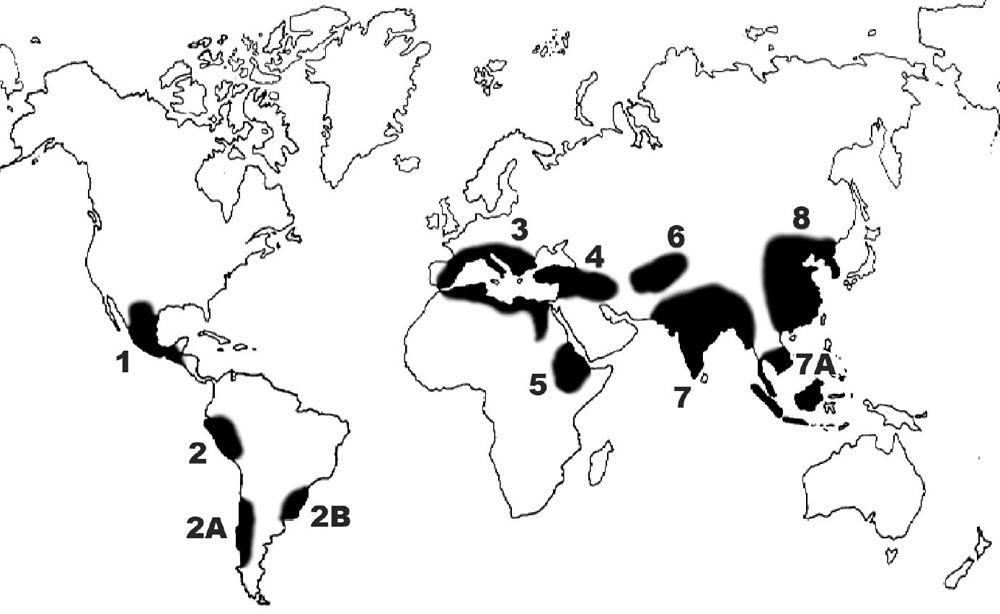
Centrele de origine a plantelor de cultură după Vavilov N.:
1. America Centrală, 2. America de Sud, 3. Mediteranean, 4. Persană, 5. Abisiniană, 6. Asia Centrală, 7. Indostană, 7A. Indoneziană-indochineză, 8. Sino-japoneză.

### Familia
Nikolai Vavilov s-a născut pe 25 noiembrie (13 noiembrie, pe stil vechi) în 1887 la Moscova. Tatăl lui, Ivan Ilici Vavilov (1863 - 1928), a fost un comerciant și activist social, provenea dintr-o familie de țărani din uezdul Volokolamsk. Până la revoluție fusese director al companiei „Udalov și Vavilov”. Mama lui Nicolai, Alexandra Mihailovna Vavilova (în rusă Александра Михайловна Вавилова) (1868 - 1938), născută Postnikov, a fost fiica unui gravor la fabrica din Prohorova. Nikolai Vavilov a crescut într-o familia formată din șapte copii, trei dintre ei au murit în copilărie. 
Fratele său mai mic, Serghei Vavilov (1891 - 1951), a devenit fizician, a participat la primul război mondial, a fost și el academician al URSS (1932), fondator al Școlii științifice de optică fizică în URSS, președinte al Academiei de Științe URSS între 1945 - 1951, și a murit de infarct miocardic. 
Sora mai mare, Alexandra (1886 - 1940) a fost medic și a participat la organizarea rețelei sanitare de la Moscova. 
Lidia, sora mai mică, (1891 - 1914) a devenit microbiolog și a murit de variolă, cu care s-a infectat în timpul unei expediții.

### Educația
Din copilărie, Nikolai Vavilov a fost predispus spre științele naturale. Printre hobby-uri se poate evidenția plăcerea de a observa și urmări florile și animalele. Tatăl său avea o bibliotecă imensă care includea cărți rare, atlase și hărți geografice, ierbare. Acestea au jucat un rol însemnat în modelarea personalității lui Nicolai Vavilov.
Conform voinței tatălui, a învățat la Colegiul Comercial din Moscova. După absolvire a dorit să studieze la Universitatea Imperială din Moscova, dar, nevrând să piardă un an pentru pregătirea examenului la limba latină (pe atunci cunoaștere limbii latine era necesară pentru admiterea la universitate), a intrat în 1906 la Institutul Agricol din Moscova, Facultatea de Agronomie. El a și-a desfășurat studiile la așa savanți ca: N. N. Khudyakov și D. N. Pryanishnikov. În 1908, în calitate de student-practician a participat la expedițiile din Caucazul de Nord și Transcaucazia. În vara anului 1910, a trecut practicile agronomice la stație experimentală de la Poltava, care, după spusele lui Vavilov, a fost "impulsul pentru întregul lucru din biologie". La cercul de amatori ai științelor naturale din cadrul Institutului Agricol, Vavilov ținut conferințele intitulate „Genealogia regnului vegetal” și „Darwinismul și morfologie experimentală”. Lucrarea de diplomă descrie influența negativă a limacșilor asupra culturilor agricole din guberina Moscovei.

### Viața personală
Nikolai Vavilov a fost căsătorit de două ori, în 1912 și 1926. Prima soție din perioada (1912 - 1926), Ekaterina Saharova-Vavilov (1886 - 1964), i-a născut primul fiu numit Oleg în 1918, care mai târziu a absolvit Facultatea de Fizică, la Universitatea de Stat din Moscova (rus. MGU). Oleg Vavilov a decedat în timpul unei ascensiuni în Munții Caucaz, în 1946.
În 1918, la Saratov, Nikolai Vavilov a făcut cunoștință cu studenta Elena Barulina, care s-a implicat activ în cercetările profesorului. Elena a participat la expediția lui Vavilov organizată în sud-estul Rusie, în august 1920. După revenire, Nikolai Vavilov a început să scrie lucrarea Culturile agricole din Sud-Est, pentru care Elena Barulina a redactat articolul Pepenii galbeni din Sud-Est. Peste un timp, colaborarea s-a transformată într-o idilă. În 1926 N. Vavilov s-a căsătorit pentru a două oară cu Elena Barulina. Elena Barulina-Vavilov a devenit biolog, doctor în științe agricole.
Elena i-a născut un fiu, Yuri – un fizician nuclear, doctor în științe fizico-matematice. El a efectuat multe cercetări și publicații despre biografia tatălui său.

### Arestarea și ancheta
Ultimii ani ai vieții lui Vavilov reprezintă un exemplu concret al reprimării cercetării științifice în Uniunea Sovietică. În 1940, Vavilov a fost arestat cu acuzația de a fi ostil teoriei lui Trofim Lîsenko și Miciurin. Ancheta a durat 11 luni, Vavilov fiind torturat și interogat de circa 400 de ori. Pe baza unor documente fabricate, Vavilov a fost, de asemenea, acuzat că ar fi fost unul din liderii Partidului Țărănesc al Muncii, partid a cărui existență este respinsă de istoricii moderni.
La 9 iulie 1941 un Tribunal Militar l-a condamnat la moarte pe Vavilov sub acuzația de participare la activitatea Partidului Țărănesc al Muncii și pentru activitate anti-sovietică. Acest proces, la care au participat trei judecători militari, apărarea fiind absentă, ar fi durat doar câteva minute. Cererea sa de grațiere către Prezidiul Sovietului Suprem al URSS a fost respinsă.
Între octombrie 1941 și ianuarie 1943 Vavilov a fost încarcerat la Închisoarea nr. 1 din Saratov, o lungă perioadă în celulă de izolare. Condițiile grele de detenție au determinat internarea sa de două ori în spitalul închisorii. În iunie 1942 Prezidiului Sovietului Suprem al URSS a comutat pedeapsa cu moartea la 20 de ani de închisoare în lagăre de muncă forțată.
Starea sa de sănătate a continuat să se înrăutățească în timpul detenției, Vavilov îmbolnăvindu-se de pneumonie și dizenterie. În ultimul an al vieții el a suferit de cașexie (stare de slăbiciune profundă a organismului), aceasta fiind responsabilă de declinul funcției cardiace și indirect fiind cauza decesului. A fost înmormântat într-o groapă comună.

## Reabilitarea
Pe 20 august 1955 Colegiul Militar al Curtii Supreme a URSS a infirmat verdictul din 9 iulie 1941 și a pus capăt procedurii întreprinse împotriva lui Vavilov, toate acuzațiile fiind retrase. După reabilitare Prezidiul Academiei de Stiințe a URSS l-a repus pe listele de academicieni. Reabilitare sa științifică și socială a fost realizată însă abia în anii '60.
Pentru a onora memoria fraților Nikolai și Serghei Vavilov, astronomul sovietic Nikolai Stepanovici Cernîh a numit 2862 Vavilov asteroidul descoperit pe 15 mai 1977 la Observatorul Astronomic Naucinîi din Crimeea.

## Lucrări
- Teoria originii plantelor agricole după Darwin.
- Afganistanul agricol.